# Franz Zöpfl
Franz Seraphicus Zöpfl (1791 Vídeň – 9. listopadu 1871 Vídeň) byl rakouský bankéř a politik německé národnosti z Dolních Rakous, během revolučního roku 1848 poslanec Říšského sněmu.

## Biografie
Pocházel z rodiny úředníka. Roku 1821 se oženil. V té době je uváděn coby registrant u Národní banky. Od roku 1825 byl komisařem a od roku 1844 kontrolorem Národní banky.
 Roku 1849 se uvádí jako Franz Zöpfel, kontrolor Státní banky ve Vídni.
Během revolučního roku 1848 se zapojil do veřejného dění. Ve volbách roku 1848 byl zvolen i na ústavodárný Říšský sněm. Zastupoval volební obvod Vídeň-předměstí Erdberg. Tehdy se uváděl coby kontrolor Národní banky. Řadil se ke sněmovní levici.
Zemřel náhle v listopadu 1871, když ho ve vídeňské Schottengasse stihl záchvat mrtvice a byl místě mrtev. Byl tehdy uváděn jako penzionovaný likvidátor Národní banky.